# Alfredo Scarpati
Alfredo Scarpati (Ciudad Autónoma de Buenos Aires, Argentina, 2 de octubre de 1886 - Ciudad de Buenos Aires, Argentina, siglo XX) fue corredor de comercio y futbolista argentino que se desempeñaba en la posición de mediocampista. Fue uno de los fundadores del Club Atlético Boca Juniors junto con Esteban Baglietto, Santiago Sana y los hermanos Juan y Teodoro Farenga.

## Biografía
Su padre fue Juan Scarpati, marinero napolitano, y su madre fue Emilia Guarello. Alfredo estudió en el Colegio Carlos Pellegrini donde conoció a Esteban Baglietto y Santiago Sana haciendo buenos amigos. Inspirados por su profesor de deportes de la escuela que los hacía practicar fútbol decidieron formar un club cuya actividad principal fuera el dicho deporte británico. Así fue que un 3 de abril de 1905 Alfredo, Estaban, Santiago y los hermanos Farenga fundaron al Club Atlético Boca Juniors.
Durante el primer año de formación fue secretario general del club, además de participar en el primer encuentro de fútbol disputado ante Mariano Moreno el 21 de abril, con victoria de Boca por 4-0. También se hizo presente en la victoria 2-0 ante Presidente Roca, el 30 de abril siendo estos dos sus únicos partidos disputados con la camiseta boquense. Luego se dedicaría a su trabajo personal y a través de los años ocupó diversos cargos administrativos en la dirigencia del club.

## Clubes
| Club         | País      | Año  | Partidos | Goles |
| ------------ | --------- | ---- | -------- | ----- |
| Boca Juniors | Argentina | 1905 | 2        | 0     |